# Renan Barbosa Brandão
Renan Barbosa Brandão (Volta Redonda, 22 de fevereiro de 1988), é um cineasta, produtor, roteirista e assistente de direção brasileiro. Como diretor, seus filmes foram exibidos e premiados em alguns dos mais importantes festivais de cinema do Brasil, como o Festival de Brasília, Festival de Cinema de Gramado, Festival do Rio, Cine Ceará e a Mostra de Cinema de Tiradentes, além de seleções em festivais internacionais como o Festival Biarritz Amérique Latine e o Festival Internacional do Novo Cinema Latino-Americano de Havana.

## Carreira
É sócio-fundador da produtora Baraúna Filmes e atuou na equipe de assistência de direção em mais de 35 filmes longas-metragens e séries, incluindo Tropa de Elite 2: O Inimigo Agora É Outro e do talk show Que História é essa, Porchat?.
Escreveu e dirigiu seis curtas-metragens, que acumularam mais de 180 seleções em festivais de cinema e 50 prêmios. Entre eles, Lágrimas de Ogum (ficção, 35mm, 2009), Eu Nunca Deveria Ter Voltado (ficção, 35mm, 2012), que conquistou os prêmios de melhor direção, ator e trilha sonora original no 45º Festival de Brasília do Cinema Brasileiro; Ao Final da Conversa Eles Se Despedem com um Abraço (ficção, 2018) e Último Domingo (ficção, 2022), baseado na obra de José Saramago. O curta foi premiado com três Kikitos no Festival de Gramado e selecionado para dezenas de festivais.
Atuou como diretor assistente no longa-metragem A Morte Habita à Noite (Eduardo Morotó, 2022) e como assistente de direção em filmes como Big Jato (Cláudio Assis, 2015), Rio da Dúvida (Joel Pizzini, 2018) e Dispersão (Bruno Viana, 2018), entre outros. Na televisão, foi assistente de direção em séries como Preamar (HBO) e A Vila (3 temporadas – MSW), além de ter dirigido cinco episódios da série Paulo Gustavo na Estrada (2014) para o canal Multishow e quinze episódios da série Olho Mágico (2015) para o canal GNT. Atualmente, está desenvolvendo o roteiro de seu primeiro longa-metragem de ficção. Também é professor e coordenador do curso de Assistência de Direção na Academia Internacional de Cinema (AIC) do Rio de Janeiro.

## Filmografia
| Ano  | Título                                              | Formato        |
| ---- | --------------------------------------------------- | -------------- |
| 2009 | Lágrimas de Ogum                                    | curta-metragem |
| 2012 | Eu Nunca Deveria Ter Voltado                        | curta-metragem |
| 2018 | Ao Final da Conversa Eles Se Despedem com um Abraço | curta-metragem |
| 2022 | Último Domingo                                      | curta-metragem |
| 2023 | Camorim                                             | curta-metragem |